# Linguatulidae
Linguatulidae is een familie van kreeftachtigen uit de klasse van de Ichthyostraca.

## Geslachten
- Linguatula Frölich, 1789
- Monostoma
- Neolinguatula Haffner & Rack in Haffner, Rack & Sachs, 1969
- Taenia
- Tetragulus